# Comuna Tabor
Tabor (Občina Tabor) este o comună din Slovenia, cu o populație de 1.494 de locuitori (2002).

## Localități
Črni Vrh, Kapla, Tabor, Loke, Miklavž pri Taboru, Ojstriška vas, Pondor